# James Scudamore (3e vicomte Scudamore)
James Scudamore, 3e vicomte Scudamore (1684 - 2 décembre 1716), est un propriétaire foncier et homme politique conservateur qui siège à la Chambre des communes de 1705 à 1716. 

## Biographie

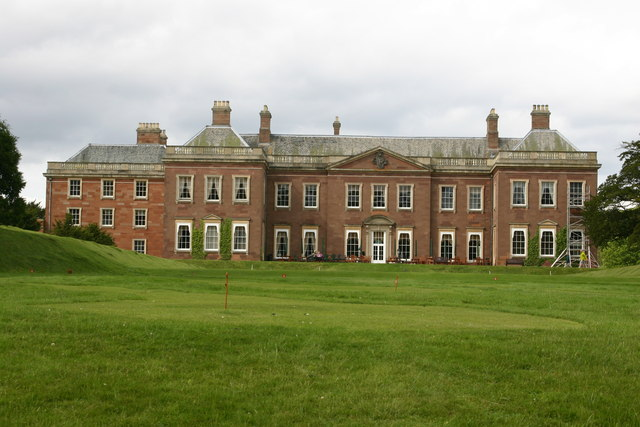
Holme Lacy

Il est baptisé le 15 juillet 1684, fils de John Scudamore (2e vicomte Scudamore), et de son épouse, Frances Cecil, fille de John Cecil (4e comte d'Exeter). Il fait ses études à Gloucester Hall, Oxford en 1695 et reçoit le DCL en 1712. Il hérite du titre de vicomte Scudamore et du domaine de Holme Lacy de son père en 1697. De 1698 à 1703, il voyage à l'étranger en France, en Italie, aux Pays-Bas et en Allemagne, Autriche et Suisse. Il épouse Frances Digby, fille de Simon Digby (4e baron Digby) le 7 mars 1706. 
Il est élu sans opposition en tant que député conservateur du Herefordshire aux élections générales de 1705. Il est réélu député de Herefordshire en 1708. En 1710, il subit une grave chute de cheval lorsqu’il se rend précipitamment à Hereford pour des affaires de propagande électorale et subit des séquelles. Néanmoins, il est réélu député de Herefordshire aux Élections générales britanniques de 1710 et est réélu sans opposition en 1713. Aux élections générales de 1715, il change de siège et est élu député de Hereford. 
Il est décédé le 2 décembre 1716 des suites de sa chute du cheval. Lui et sa femme ont une fille, Frances (1711-1750), qui se marie avec Henry Scudamore (3e duc de Beaufort), qui divorcent en 1743 pour adultère avec William Talbot, 1er comte Talbot. Elle se remarie avec Charles FitzRoy-Scudamore et a une fille, Frances (1750-1820), qui épouse Charles Howard (11e duc de Norfolk) mais qui devient folle. 